# Escuela Universalista Española del siglo XVIII
La denominación Escuela Universalista Española del siglo XVIII (o "Hispánica", o "hispano-italiana", y de manera abreviada, "Escuela Universalista Española" o "Escuela Universalista") define centralmente al núcleo de autores Juan Andrés, Lorenzo Hervás y Antonio Eximeno, pero además sus maestros José Finestres y Mateo Aymerich, los iniciadores José Gumilla, Pedro Murillo Velarde, Jorge Juan y Antonio de Ulloa. El caso especial del franciscano Junípero Serra y, asimismo, José Celestino Mutis y los grandes americanistas jesuitas Francisco Javier Clavijero, Juan Ignacio Molina y Joaquín Camaño, que cuentan relevantemente entre los creadores de la nueva Antropología y, junto a Hervás, de la Antropología cultural; allegados y colaboradores como Antonio José de Cavanilles, el poeta Rafael Landívar, el filipinista Fray Juan de la Concepción (1724-1786), el arabista Miguel Casiri...; o los dramaturgos Juan Bautista Colomés (1740-1808) y Manuel Lassala. Según las investigaciones, se trata de medio centenar de ilustrados cristianos, casi todos ellos profesores migrantes y, en su mayoría, jesuitas expulsos en 1767 por el gobierno de Carlos III de España.
Es en realidad el proyecto de culminación de la ciencia humanística universal, tanto en sentido de totalización de las disciplinas como geográfico-cultural del mundo mediante la convergencia de la tradición del humanismo clásico con la ciencia empírica moderna. Se trata pues, metodológicamente, de la creación de la Comparatística moderna, así como de una singular Ilustración universalista que aúna ciencias humanas y ciencias físico-naturales, y cuya consideración transforma y enriquece extraordinariamente la faz de la cultura europea moderna. 
Ello adquiere, en su doble dimensión humanística teorética y, de otro lado, científica empírica, un especial sentido intercontinentalista y universalista como antecedente ejemplar y bien fundamentado para una época como la actual de globalización. 
La Escuela Universalista Española del siglo XVIII, que en buena parte maduró en el norte de Italia, y constituye tras la Escuela de Salamanca el segundo gran momento intelectual hispánico, coincide asimismo con la última fase del Imperio español y de la primera globalización (siglos XV-XIX: 1492-1898), a la cual contribuyó decisivamente. 

## Concepto y autores

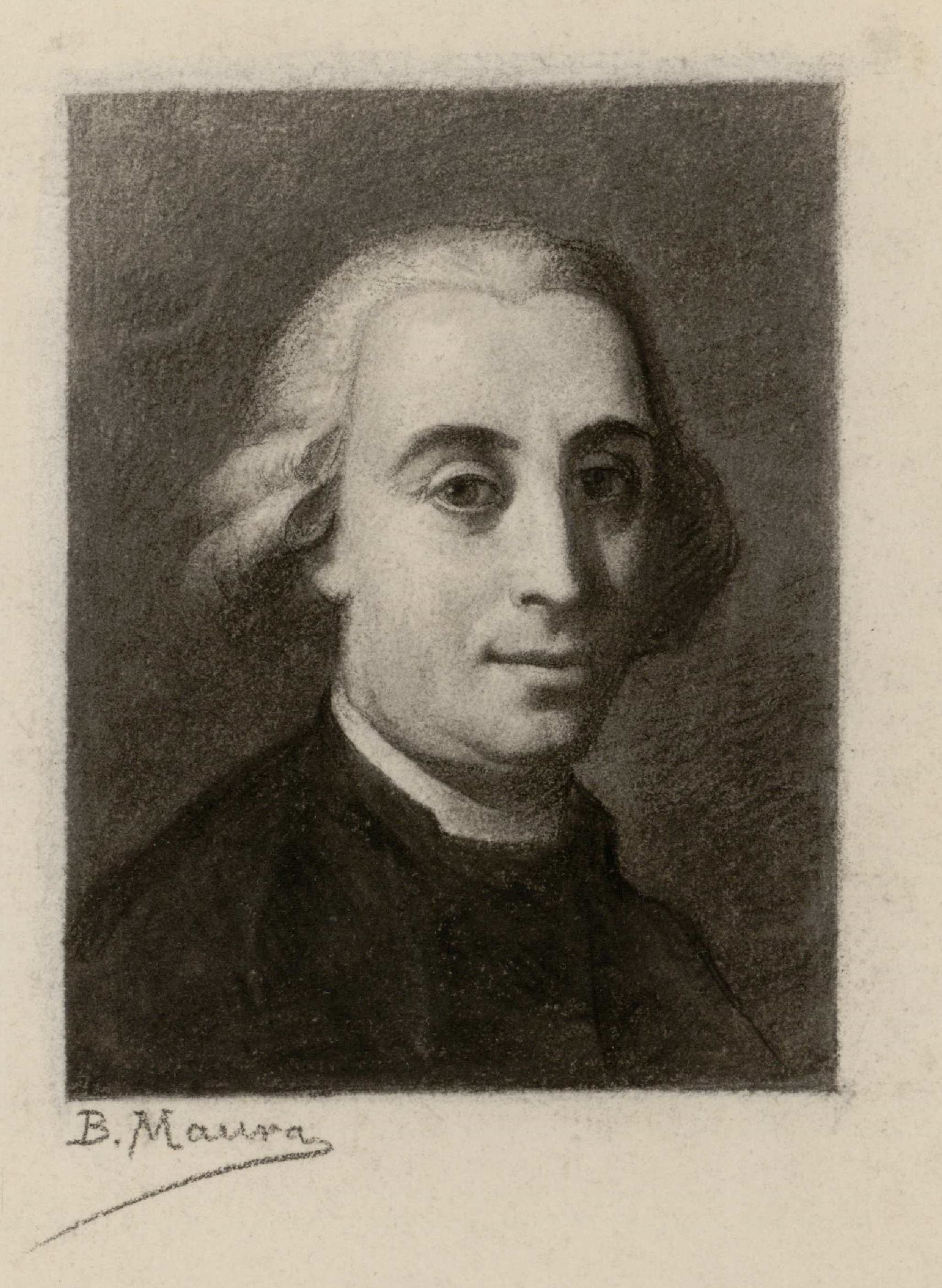
Antonio Eximeno (1729-1808).

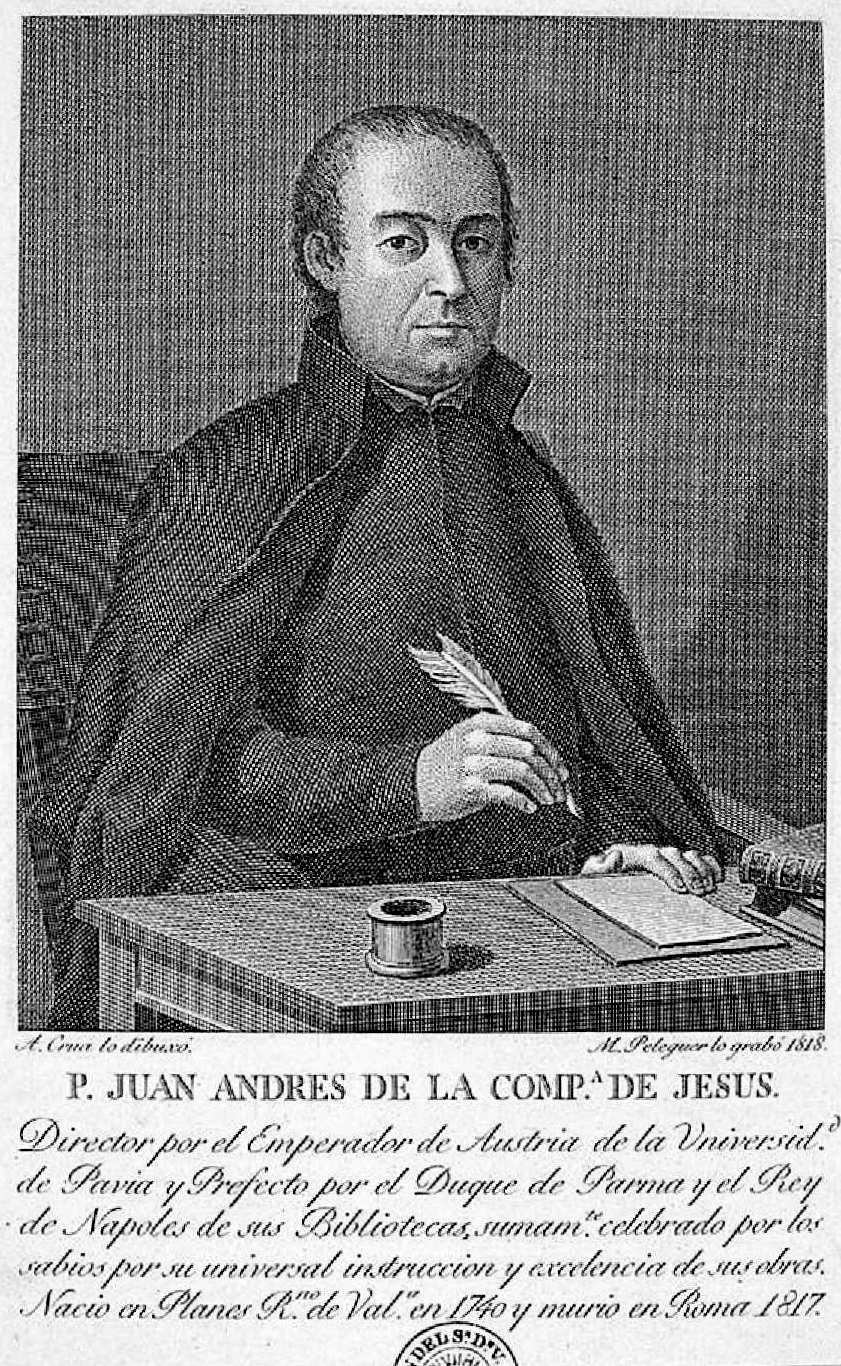
Juan Andrés (1740-1817).

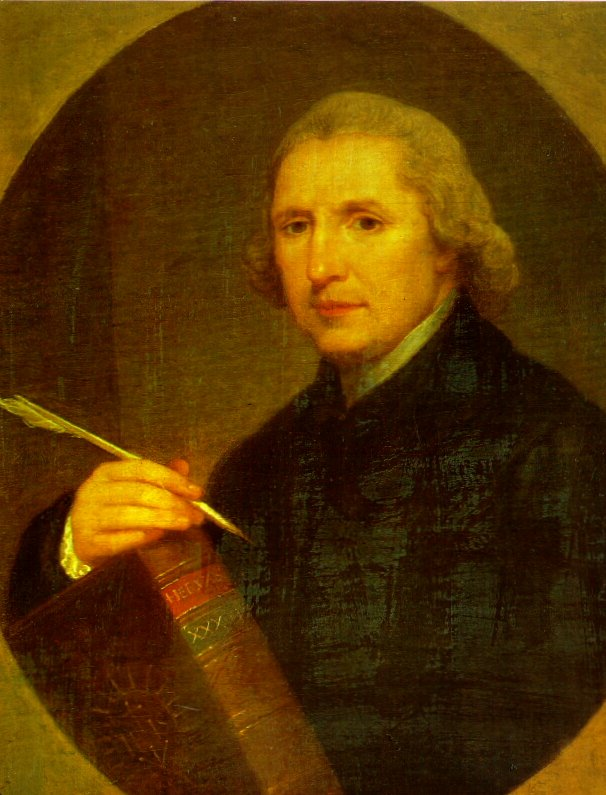
Lorenzo Hervás (1735-1809).

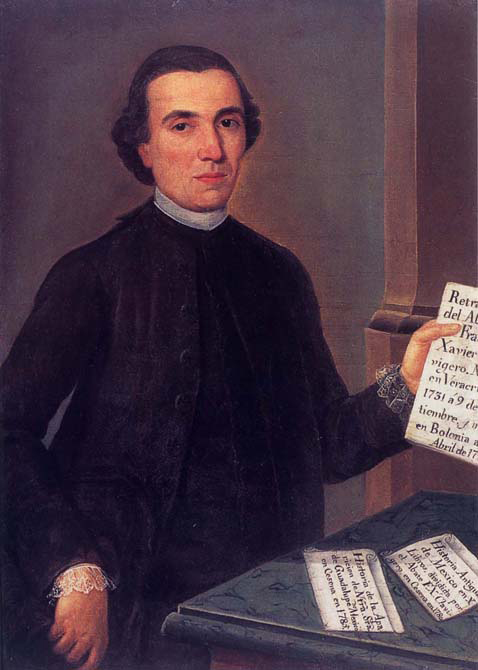
Francisco Javier Clavijero (1731-1787).

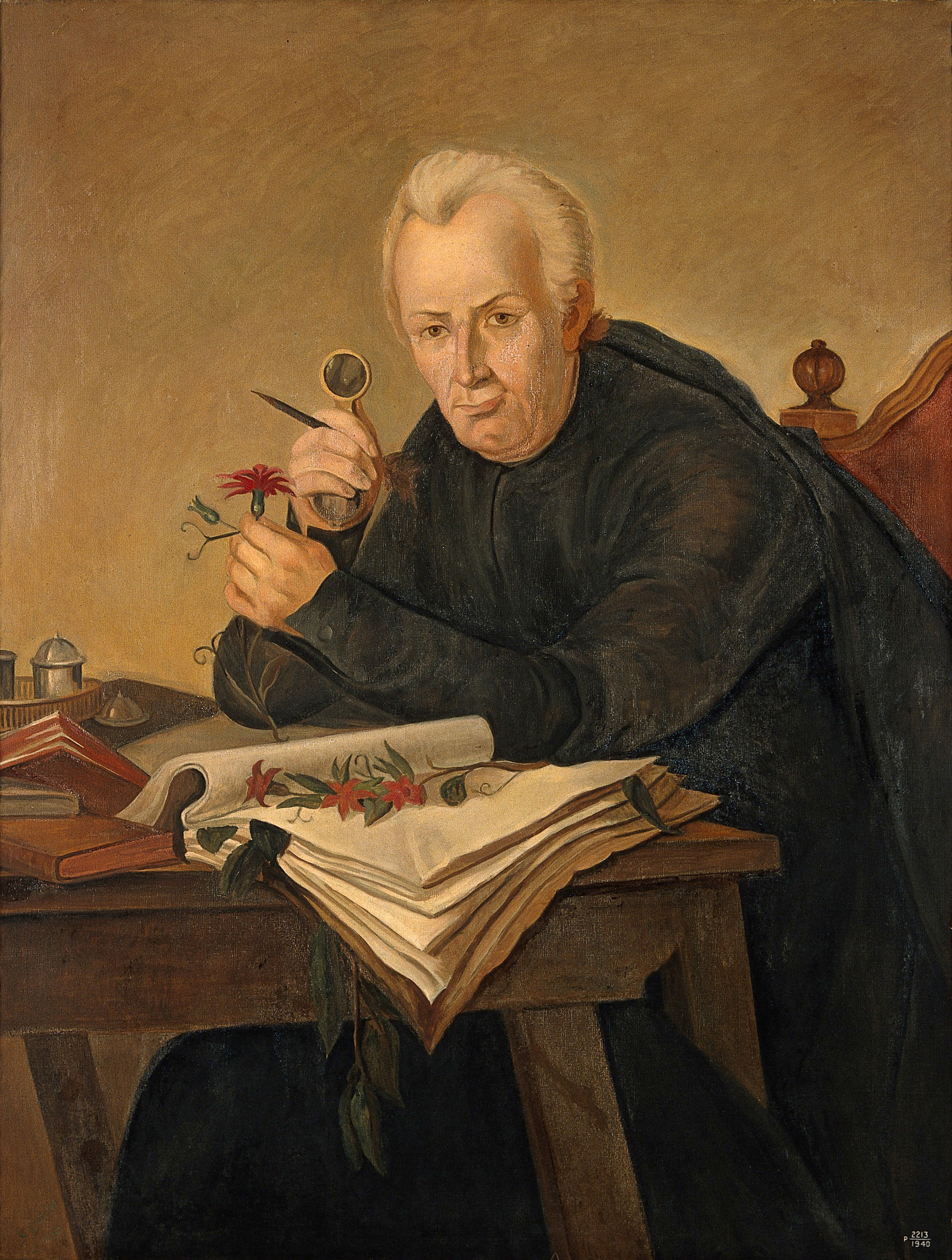
José Celestino Mutis (1732-1808).

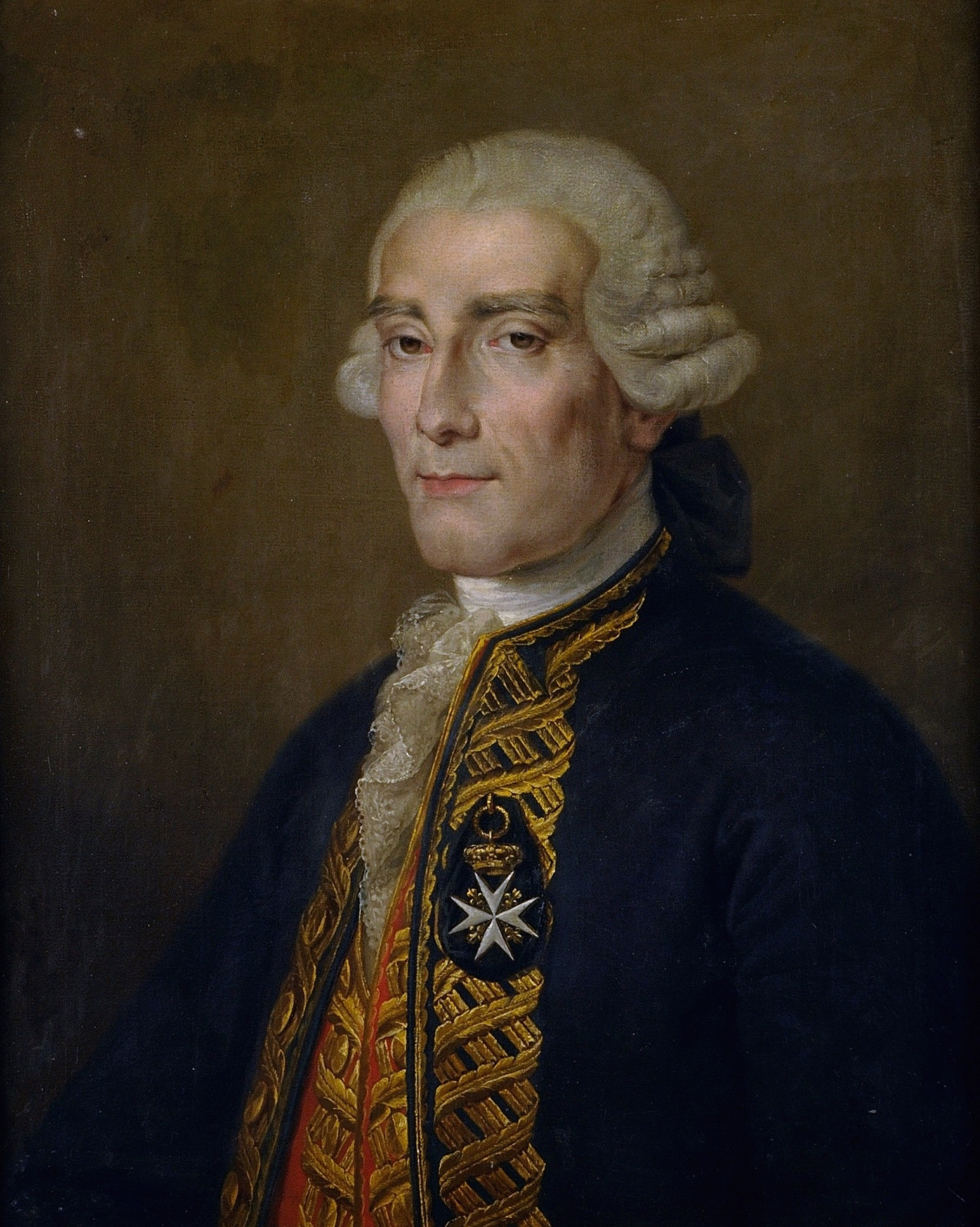
Jorge Juan (1713-1773).

El concepto de "Escuela Universalista Española del siglo XVIII" se funda en la convergencia de tradición humanística y nueva ciencia empírica en el marco de una visión comparatística y de progreso cultural y científico sobre base ética cristiana. Atañe decisivamente, en principio, a Juan Andrés, Lorenzo Hervás y Antonio Eximeno, en razón evidente de la extraordinaria dimensión universalista compartida por sus obras así como de la estrecha vinculación intelectual e incluso personal que existió entre ellos. Las obras mayores de estos tres jesuitas expulsos (1767) representan, respectivamente, la construcción de la Historia universal y comparada de las Ciencias y las Letras, de las Lenguas, la música y, asimismo, la propia teoría comparatista como ejecución. Pero desde una perspectiva más realista y completa, de tendencia cultural, establecimiento en Italia y, finalmente, dispersión y arraigo hispánicos, es referible a un muy nutrido grupo de medio centenar de autores que le otorgan  amplisima estela y carácter de verdadera corriente intelectual. 
Aparte antecedentes relativamente próximos como los profesores de la Universidad de Valencia (Tomás Vicente Tosca y Juan Bautista Corachán), o los iniciadores polifacéticos Jorge Juan y Antonio de Ulloa, el explorador del Orinoco José Gumilla, el jurista y filipinista Pedro Murillo Velarde, creador de una Geografía Universal, se trata de: en primer lugar Miguel Casiri, bibliotecario de El Escorial, el teólogo enciclopédico mexicano Francisco Javier Alegre, el naturalista Antonio José de Cavanilles, que cabe allegar al también naturalista Pedro Franco Dávila, creador del Real Gabinete de Historia Natural, a José Celestino Mutis, director de la Expedición de Nueva Granada, o Juan José de Cuéllar, y, entre otros, Vicente Requeno, Carlos Andrés, Antonio Pinazo, Joaquín Millás, Buenaventura Prats, Antonio Ludeña, José Pintado, Esteban de Terreros, Luciano Gallissá, Manuel Lassala, Manuel Rodríguez Aponte, Juan Bautista Colomés, Clotilde Tambroni, Juan Nuix y Perpiñá, el chileno Juan Ignacio Molina, el platense Joaquín Camaño, el hondureño José Lino Fábrega, los mexicanos José Rafael Campoy, Francisco Javier Clavijero, Francisco Javier Alegre, Miguel del Barco, Andrés Cavo y Pedro José Márquez; filipinistas apenas estudiados como Fray Juan de la Concepción, Francisco Manuel Blanco, Bernardo Bruno de la Fuente o José Antonio Tornos. En último lugar serían de considerar ciertos tardoilustrados, así el gran meteorólogo y astrofísico Benito Viñes (La Habana) y su compañero y discípulo Federico Faura (Manila) e incluso los discípulos de estos...
La Escuela Universalista se propuso la asociación de la moderna epistemología empirista, incorporada a los estudios tanto de bibliografía e historiografía como de física y cosmografía, con la tradición humanística, de la que recibe el método comparatista, que va a extender a la generalidad historiográfica y de las ciencias, así como una extraordinaria convergencia de humanismo y humanitarismo capaz de mantener la primacía del bien común y de la educación y el saber fundados en el estudio de las lenguas clásicas y modernas. 
Si Juan Andrés crea la Historia universal de las Letras y las Ciencias, por su parte Lorenzo Hervás culminará el establecimiento de la Lingüística universal y comparada. Antonio Eximeno, autor de una epistemología empirista y comparatista, situará innovadoramente la idea universal de la música mediante el concepto de "expresión". A ese sentido de amplitud de miras corresponde un caso ejemplar como es el del estudio y reformulación, por Juan Andrés y Lorenzo Hervás, del lenguaje de los sordomudos o lengua de signos, recuperando una tradición española que había nacido con Pedro Ponce de León en el siglo XVI.
El paradigma global de la Escuela Universalista es de fundamento ilustrado, pero principalmente científico e historiográfico y no político. "Si ha sido un lugar común y aceptado de la crítica literaria española que el siglo XVIII era un siglo mal estudiado, también ha sido, por otra parte, y continúa siendo un fenómeno común del pensamiento contemporáneo el criterio de retorno a los fundamentos de la cultura moderna representados por la Ilustración. Esto es ciertamente correcto porque en sentido tanto histórico-político como científico la Ilustración establece o reformula las líneas maestras de la evolución de buena parte del pensamiento moderno. Sin embargo, el estudio de la Ilustración, paradójicamente, ha sido víctima a veces de simplificación al amparo de ciertas directrices dogmáticas ya muy difundidas y promovidas por esta misma, sobre todo en su ámbito enciclopedista, que hoy sabemos sobrevalorado y de repercusión sociopolítica mal calculada. Es una evidencia que existen varias «Ilustraciones»", ya se trate de la escocesa e inglesa empirista, la enciclopedista francesa, la alemana idealista y la española o hispánica o hispano-italiana de base empirista científica al tiempo que humanística y antropológica, epistemológicamente histórica y progresiva como alternativa a la Enciclopedia francesa.

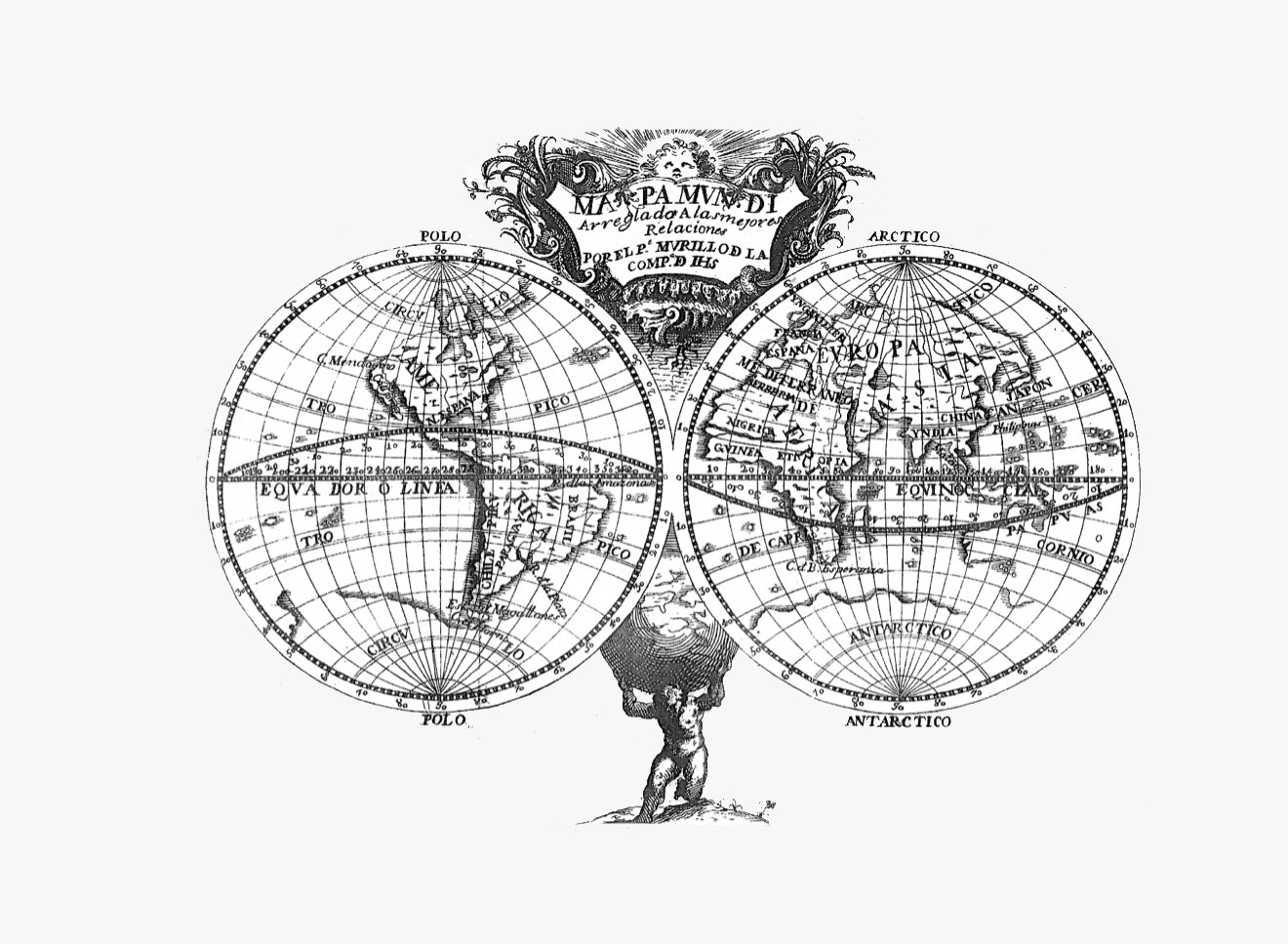
Mapamundi de Pedro Murillo Velarde (1752).

## Conmemoraciones

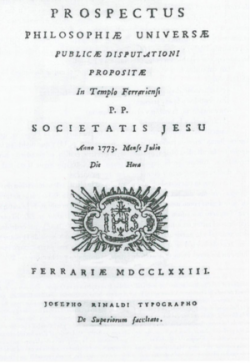
Portada de Prospectus Philosophiae Universae (1773) de Juan Andrés

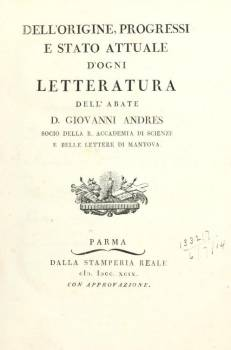
Portada del primer volumen de la edición italiana por Bodoni de Dell'Origine (1782) de Juan Andrés

En 2017, con motivo del bicentenario de la muerte de Juan Andrés (1740-1817), el "INSTITUTO JUAN ANDRÉS de Comparatística y Globalización" promovió una agenda de actividades académicas y científicas. En primer lugar, la Escuela Universalista Española fue objeto de una gran exposición bibliográfica en la "Biblioteca Histórica Marqués de Valdecilla" de la Universidad Complutense de Madrid, inaugurada el 18 de enero de 2017 y realizada en colaboración con la AECID. "La gran sala, sus 21 vitrinas, estuvo presidida, en monumental tamaño mural, por el bello y sobrio mapamundi de Murillo Velarde, así como diversos retratos de los grandes autores cuyas obras por primera vez allí se reunían, mostrando la dimensión ingente y la potencia intelectual de una cultura científica y humanística hasta ahora, por raro que pueda parecer, nunca bien reconocida. Ello tenía lugar con motivo de la efeméride del bicentenario de la muerte en Roma de Juan Andrés, el creador, célebre en su tiempo y después postergado, de la Historia universal de las Letras y las Ciencias".
Con esta ocasión se publicó por vez primera un manuscrito inédito de Juan Andrés, titulado Furia. Disertación sobre una inscripción romana, en cuyo estudio se reconstruye sintéticamente parte de la actividad hermenéutica y científico-literaria del ideador de la Historia universal y comparada de la literatura.
Las conmemoraciones del denominado "Año Juan Andrés", tras diversas actividades académicas, la publicación del extenso aparato documental y bibliográfico Juan Andrés y la Escuela Universalista Española, así como la otorgación del VIII Premio Juan Andrés de Ensayo e Investigación en Ciencias Humanas correspondiente, continuaron en Italia principalmente mediante el congreso de la "Accademia Nazionale di Mantova" (diciembre, 2017), además del congreso de la "Biblioteca Nazionale di Napoli" al año siguiente, y concluyeron en la gran Biblioteca Hispánica de la AECID (Agencia Española de Cooperación Internacional para el Desarrollo) mediante la exposición, que tuvo edición en forma de libro con el mismo título, La Ilustración Hispánica, en febrero de 2018.

## Enlaces externos

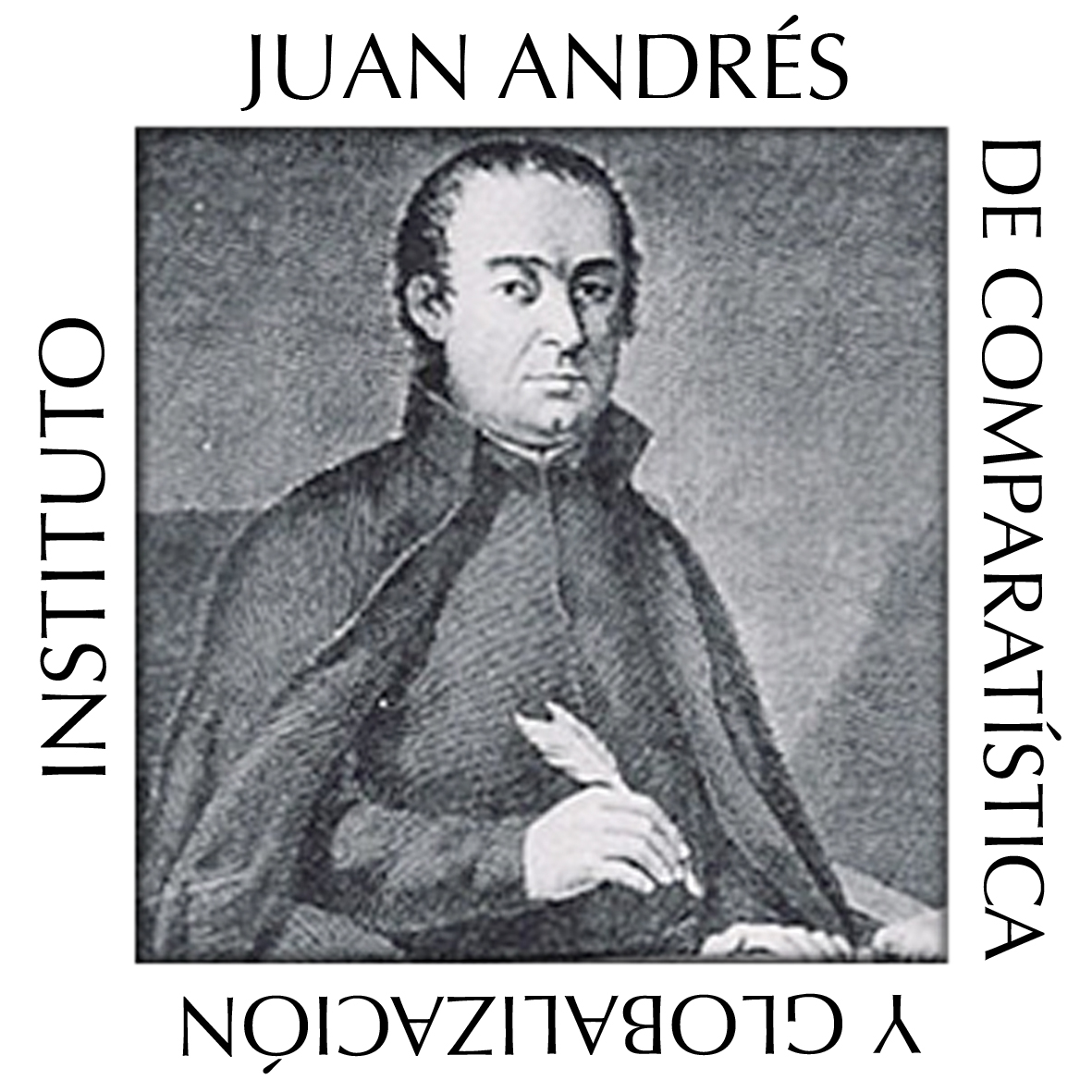

## Las obras clave de la ideación universalista

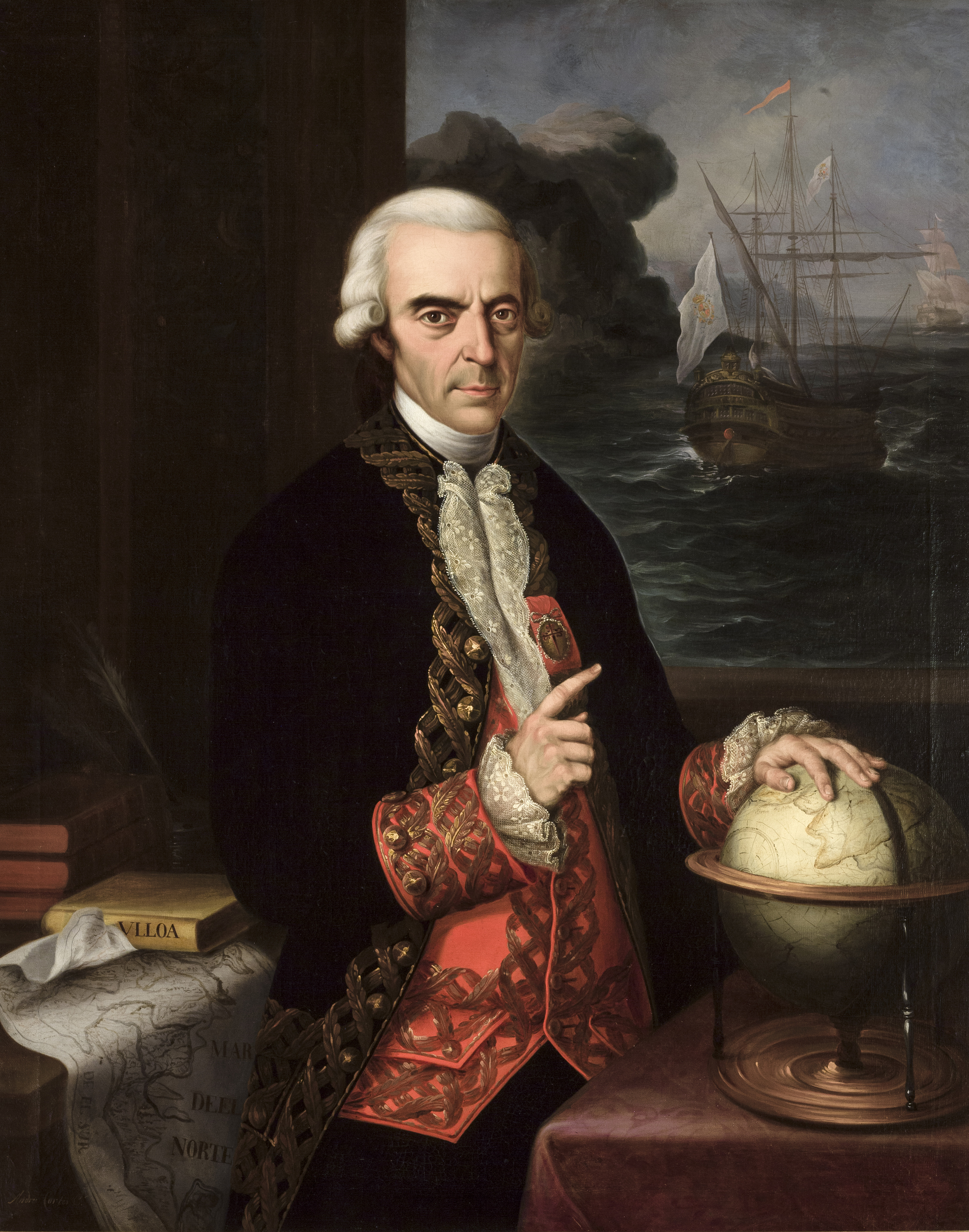
Antonio de Ulloa (1716-1795).

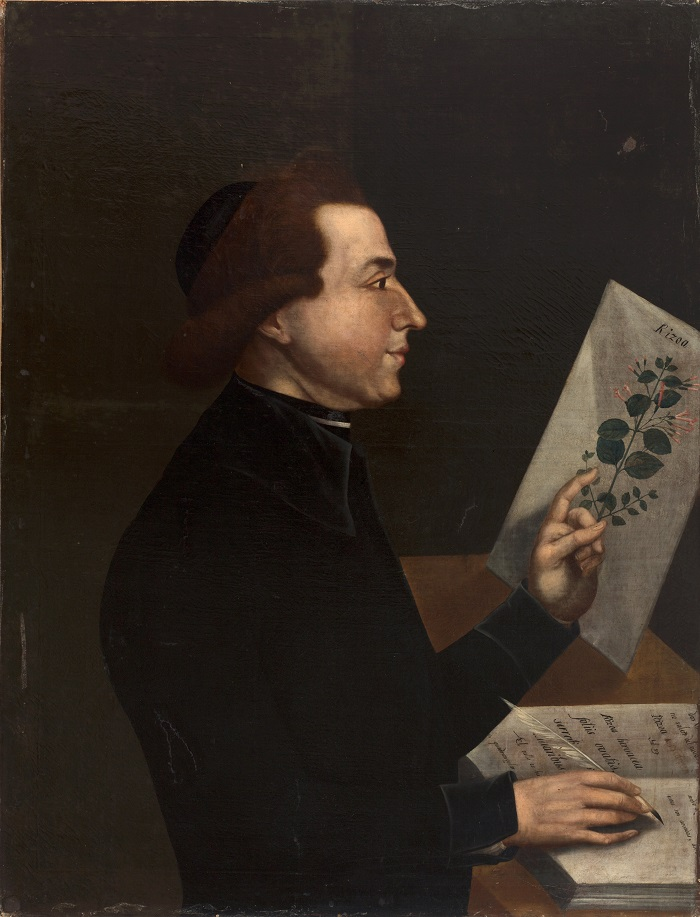
Antonio José Cavanilles (1745-1804).

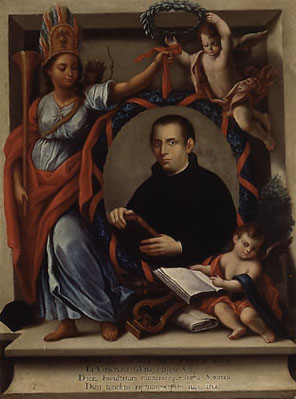
Francisco Javier Alegre (1729-1788).

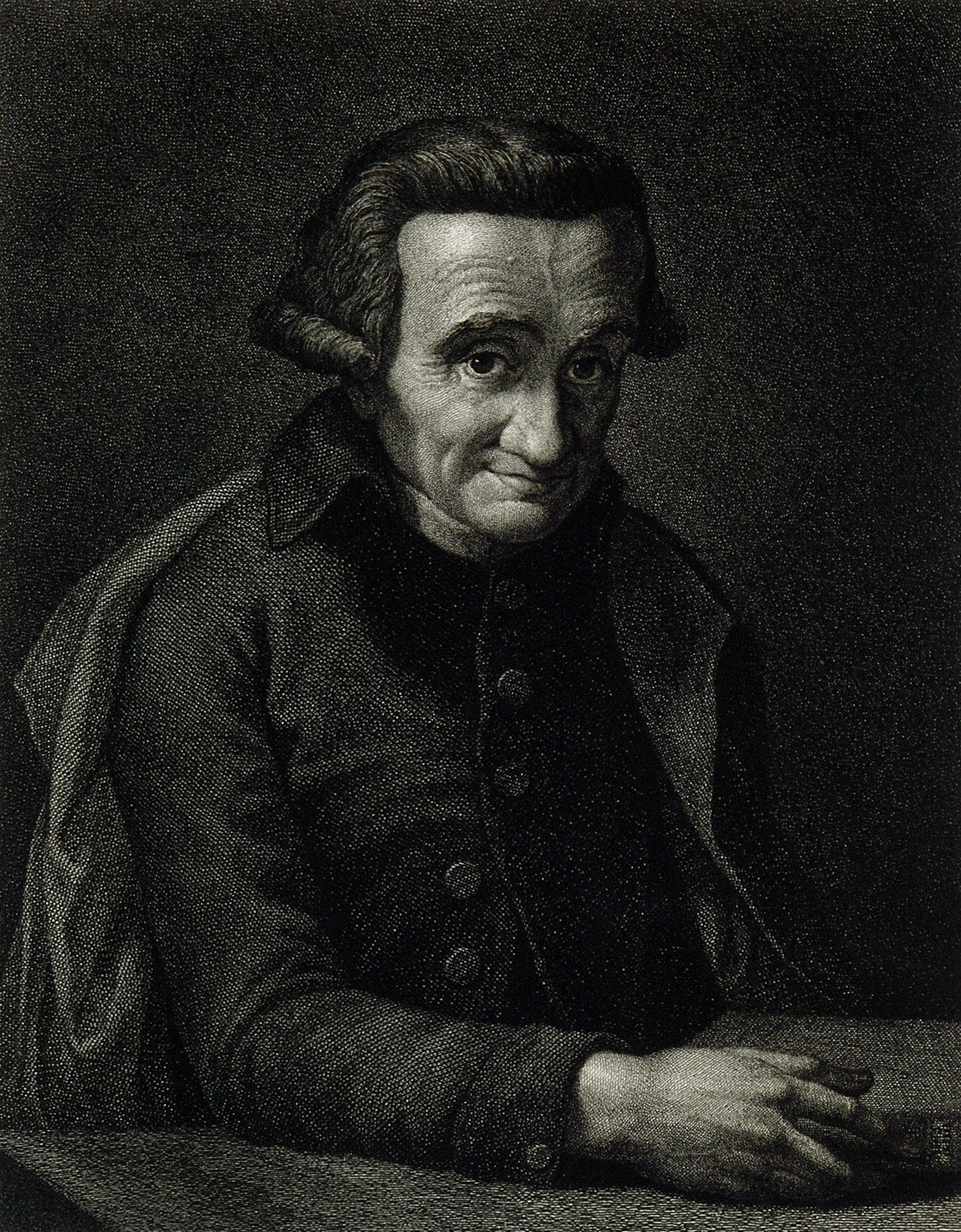
Juan Ignacio Molina (1740-1829).

- Juan Andrés (1773), Prospectus philosophiae universae Publicae disputationi propositae in Templo Ferrariensi P. P. Societatis Jesu..., Ferrara, Josepho Rinaldi Typographo, 1773.
- Juan Andrés (1782-1799), Origen, progresos y estado actual de toda la literatura, ed. de J. García Gabaldón, S. Navarro, C. Valcárcel, dir. por P. Aullón de Haro, Madrid, Verbum, 1997-2002, 6 vols. (Ed. crítica y completa).
- Juan Andrés (1786-1800), Cartas familiares (Viaje de Italia), ed. de I. Arbillaga y C. Valcárcel, dir. por P. Aullón de Haro, Madrid, Verbum, 2004, 2 vols. (Ed. crítica y completa).
- Juan Andrés, La Biblioteca Real de Nápoles, ed. de P. Aullón de Haro, F.J. Bran y D. Mombelli, Madrid, Instituto Juan Andrés, 2020.
- Francisco Javier Clavijero, Historia Antigua de México, México, Porrúa, 1945, 1964, 2014.
- Lorenzo Hervás, Idea dell'Universo, Cesena, 1778-1792, 21 vols.
- Lorenzo Hervás (1785, 1800-1805), Catálogo de las lenguas de las naciones conocidas, Madrid, Atlas, 1979, 5 vols. (Ed. facs.).
- Lorenzo Hervás, Lorenzo Hervás, Escuela Española de Sordomudos [La gramática de la lengua de signos en su contexto interlingüístico y pedagógico], ed. de Ángel Herrero, Universidad de Alicante, 2008.
- Antonio Eximeno (1774), Del Origen y reglas de la Música, Madrid, Imprenta Real, 1796, 3 vols. (Ed. crítica y completa de Alberto Hernández, Madrid, Verbum, 2016).[22]
- Antonio Eximeno (1789), De la Institución de los Estudios Filosóficos y Matemáticos, ed. de F.J. Juez Gálvez, Introd. de P. Aullón de Haro, Madrid, Instituto Juan Andrés, 2023.
- Juan Ignacio Molina, Saggio sulla storia naturale del Chili, Bolonia, S. Tommaso D’Aquino stamperia, 1782 (2.ª ed. Bolonia, 1810). (Trad. esp.: Ensayo sobre la historia natural de Chile, ed. de R. Jaramillo, Santiago de Chile, Ediciones Maule, 1987). (Trad. fr.: Essai sur l’Histoire naturelle du Chili, trad. y ed. de M. Gruvel, París, Chez N. de la Rochelle, 1789). (Trad. al.: Versuch einer Naturgeschichte von Chili, trad. de J.D. Brandis, Leipzig, 1786).
- Juan Ignacio Molina, Saggio sulla storia civile del Chili, Bolonia, Stamperia di San Tommaso d’Aquino, 1787 (2.ª ed. Bolonia, 1810) y Madrid, 1795.
- Pedro Murillo Velarde, Geographia Histórica del Mundo, Madrid, Oficina de Gabriel Ramírez, 1752, 10 vols. (tt. I y II reed. en Madrid, 1763 y 1791).
- José Celestino Mutis, Flora de la Real Expedición Botánica del Nuevo Reino de Granada: 1783-1816, Madrid, Instituto de Cooperación Iberoamericana-Universidad Nacional de Colombia-..., 49 vols.